# Ctenogobiops formosa
 Ctenogobiops formosa es una especie de peces de la familia de los Gobiidae en el orden de los Perciformes.

## Morfología
Los machos pueden llegar a alcanzar los 4,6 cm de longitud total y las  hembras 4.07.

## Hábitat
Es un pez de clima subtropical y asociado a los  arrecifes de coral que vive entre 9-12 m de profundidad.

## Distribución geográfica
Se encuentra en Taiwán. 

## Observaciones
Es inofensivo para los humanos. 